# The World and the Woman (film 1916)
The World and the Woman è un film muto del 1916 diretto da Frank Lloyd e da Eugene Moore. Interpretato dalla famosa attrice teatrale Jeanne Eagels, è la storia di una prostituta alla quale viene offerta una seconda occasione per rifarsi una vita. Il film è l'adattamento cinematografico del dramma Outcast che, a Broadway nel 1914, aveva avuto come protagonista Elsie Ferguson.

## Trama
Sedotta e abbandonata, Mary diventa una prostituta. Una sera, dalla strada, spia attraverso la finestra alcuni invitati a una cena. Accortisi di lei, questi la invitano a raggiungerli e Palmer, il padrone di casa, l'assume come cameriera per il suo rifugio di caccia. Qui, tra le montagne, la donna incontra la piccola Sunny, diventando amica dei suoi genitori, i Rollins. Un giorno, Palmer cerca di violentare Mary che, allora, fugge dalla casa cercando protezione presso i suoi nuovi amici.
Sunny è vittima di un incidente cadendo da una scala: le sue condizioni sono talmente gravi che il medico del villaggio dispera si possa salvare. Mary, attraverso la fede, riesce a guarire la bambina e decide di usare le sue doti di guaritrice mettendosi al servizio della gente. Palmer però rivela a tutti che lei è un'ex prostituta. Prostrata, Mary non riesce a guarire la moglie paralizzata di Jim Rollins. Bradley, il seduttore di Mary, che l'ha seguita nel villaggio tra le montagne, viene accusato da Palmer di essere il responsabile delle condizioni della signora Rollins. Il marito di questa, allora, insegue Bradley per ucciderlo. Sta quasi per riuscirci quando vede la moglie guarita da Mary. Lascia l'altro uomo e si dirige verso di lei, mentre Mary si prende cura di Bradley con il quale si riconcilia.

## Produzione
Il film fu prodotto dalla Thanhouser Film Corporation. Venne girato a Manhattan e sulle Adirondack Mountains.

## Distribuzione
Distribuito dalla Pathé Exchange, uscì nelle sale cinematografiche degli Stati Uniti il 19 novembre 1916.
Copia completa della pellicola, un 35 mm, viene conservata negli archivi dell'International Museum of Photography and Film at George Eastman House di Rochester.. Il film è stato riversato in DVD. La Thanhouser Company Film Preservation Inc. lo ha pubblicato prima in VHS e poi in DVD, inserendolo in un'antologia dal titolo The Thanhouser Collection, DVD Volumes 1, 2 and 3 (1911-1916).